# Indigo (zespół muzyczny)
Indigo – polski zespół muzyczny założony w 2001 roku.

## Skład zespołu
- Magda Steczkowska – wokal
- Tomasz Banaś – gitara
- Kamil Barański – instrumenty klawiszowe
- Marek Buchowicz – gitara basowa
- Piotr Królik – perkusja
- Karolina Sumowska – chórek

### Byli członkowie zespołu
- Adam Niedzielin – instrumenty klawiszowe

## Historia
Grupa powstała z inicjatywy Magdy Steczkowskiej i Piotra Królika, w jej skład weszli instrumentaliści występujący m.in. z Moniką Brodką, Noviką, grupami Brathanki, Formacja Nieżywych Schabuff, Pilichowski Band, Mafia, czy De Mono.
We wrześniu 2003 wytwórnia Sony Music Entertainment Poland wydała debiutancką autorską płytę grupy – Ultrakolor. Z utworem „Mogę dziś” zespół brał udział w Krajowych Eliminacjach do Konkursu Piosenki Eurowizji 2004, zajmując w nich przedostatnie miejsce.
23 października 2009 miała miejsce premiera płyty Cuda. Płytę wydała wytwórnia Universal Music. Pierwszym singlem jest utwór Pewnie dlatego, do którego powstał teledysk. Premierowy koncert odbył się w Krakowie w klubie Drukarnia 12 stycznia 2010.
24 lutego 2012 miała miejsce premiera płyty Pełnia.

## Dyskografia

### Albumy
- 2003 – Ultrakolor (Sony Music Entertainment Poland)[1]
- 2009 – Cuda (Universal Music Polska)[8]
- 2012 – Pełnia (Universal Music Polska)[7]

### Single
- 2003 – Zawsze będziesz[2]
- 2003 – Jeden dzień dla mnie[2]
- 2009 – Pewnie dlatego[4]
- 2011 – Ten moment[9]
- 2012 – 0-1 dla niej[10]
- 2012 – Nie prowokuj mnie[11]
- 2012 – Pierwszy raz[12]